# Bo Samuelson
För professorn i medicin se Bo Samuelsson
Bo Hjalmar Samuelson, född Samuelsson 8 december 1931 i Huddunge i Uppland, död 4 juli 2009, var en svensk skådespelare.

## Filmografi
- 1956 – Sista paret ut
- 1957 – Sjutton år
- 1958 – Den store amatören
- 1958 – Körkarlen
- 1958 – Bock i örtagård
- 1958 – Lek på regnbågen
- 1959 – Det svänger på slottet
- 1959 – Sommarliv
- 1959 – Raggare!
- 1960 – Så många kamrater
- 1961 – Ljuvlig är sommarnatten
- 1961 – Stöten
- 1962 – Antigone
- 1965 – Blodsbröllop
- 1965 – Fru Carrars gevär
- 1966 – Clownen Beppo
- 1969 – Kameleonterna
- 1969 – Herkules Jonssons storverk (TV-serie)
- 1973 – Vem älskar Yngve Frej
- 1973 – På fel sida (kortfilm)
- 1986 – Bröderna Mozart
- 1988 – Livsfarlig film
- 1990 – Fiendens fiende (TV-serie) (TV-serie)
- 2008 – Varg

## Teater

### Roller (ej komplett)
| År   | Roll                          | Produktion                                                    | Regi              | Teater                 |
| ---- | ----------------------------- | ------------------------------------------------------------- | ----------------- | ---------------------- |
| 1955 |                               | Lyckliga dagar Claude-André Puget                             | Börje Mellvig     | Riksteatern            |
| 1956 | Peter van Daan                | Anne Franks dagbok Frances Goodrich och Albert Hackett        | Olof Molander     | Intiman                |
| 1957 | Våningskyparen                | Ninotchka Marc-Gilbert Sauvajon                               | Sven Lindberg     | Intiman                |
| 1957 | Frank Rice                    | Glädjespridaren John Osborne                                  | Per Gerhard       | Vasateatern            |
| 1959 |                               | Party Jane Arden                                              | Yngve Nordwall    | Riksteatern            |
| 1959 | Medverkande                   | Två träd, revy Karl Gerhard                                   | Hasse Ekman       | Idéonteatern           |
| 1961 | Medverkande                   | Ursäkta handsken, revy Karl Gerhard                           | Tage Danielsson   | Idéonteatern           |
| 1966 | Medverkande                   | I afton improviserar vi Luigi Pirandello                      | Mimi Pollak       | Dramaten               |
| 1969 | Motel Kamzoil                 | Spelman på taket Sheldon Harnick, Joseph Stein och Jerry Bock | Henny Mürer       | Stockholms stadsteater |
| 1979 | En alf                        | En midsommarnattsdröm William Shakespeare                     | Göran O. Eriksson | Stockholms stadsteater |
| 1981 | Fröijd Konduktören            | Den gråtande polisen Staffan Göthe                            | Torbjörn Astner   | Stockholms stadsteater |
| 1982 |                               | Aniara Harry Martinson                                        | Helge Skoog       | Stockholms stadsteater |
| 1987 | Clofyllia                     | Chang Eng Göran Tunström                                      | Henric Holmberg   | Stockholms stadsteater |
| 1991 | Byfånen                       | Zorba! Fred Ebb, John Kander och Joseph Stein                 | Georg Malvius     | Riksteatern            |
| 1997 | Yussel                        | Spelman på taket Jerry Bock, Sheldon Harnick och Joseph Stein | Georg Malvius     | Stockholms stadsteater |
| 1998 | Steve Hubbel                  | Linje lusta Tennessee Williams                                | Rickard Günther   | Stockholms stadsteater |
| 1999 | Herr Folair Charles Cheeryble | Nicholas Nickleby David Edgar                                 | Georg Malvius     | Stockholms stadsteater |

### Fotnoter
1. ↑  ”Bo Samuelson”. Svensk Filmdatabas. http://sfi.se/sv/svensk-filmdatabas/Item/?type=PERSON&itemid=68715. Läst 31 januari 2013.
2. ↑  ”Tidningsnotis”. Dagens Nyheter:  s. 14. 4 februari 1955. https://arkivet.dn.se/tidning/1955-02-04/33/14. Läst 10 juni 2018.
3. ↑  S. B-l (27 oktober 1956). ”Anne Frank i Stockholm”. Dagens Nyheter:  s. 16. http://arkivet.dn.se/tidning/1956-10-27/293/16. Läst 5 augusti 2017.
4. ↑  ”Tidningsnotis”. Dagens Nyheter:  s. 6. 15 oktober 1957. https://arkivet.dn.se/tidning/1957-02-05/35/10. Läst 8 januari 2022.
5. ↑  ”Glädjespridaren”. Musikverket. http://calmview.musikverk.se/CalmView/Record.aspx?src=CalmView.Performance&id=PERF14070&pos=473. Läst 6 maj 2016.
6. ↑  Ebbe Linde (2 juli 1959). ”'Party' i Eskilstuna”. Dagens Nyheter:  s. 10. https://arkivet.dn.se/tidning/1959-07-02/175/10. Läst 8 juni 2018.
7. ↑  ”Karl Gerhard i högform såg epok passera revy”. Dagens Nyheter:  s. 11. 15 april 1961. http://arkivet.dn.se/arkivet/tidning/1961-04-15/101/11. Läst 21 januari 2016.
8. ↑  Marcus Boldemann (22 juli 1991). ”Grekisk livsaptit på svensk scen”. Dagens Nyheter:  s. 15. http://arkivet.dn.se/arkivet/tidning/1991-07-22/196/15. Läst 12 juni 2016.